# Pjasycznik (zbiornik)
Jezioro Pjasycznik (bułg. Пясъчник) – zbiornik retencyjny na rzece Pjasycznik, w Bułgarii. Położone na Nizinie Górnotrackiej.